# Guardian Tales
Guardian Tales es un videojuego de rol de acción desarrollado por Kong Studios y publicado por Kakao Games. El juego fue lanzado el 24 de febrero de 2020 en Corea del Sur para iOS y Android y, posteriormente, el 28 de julio de 2020 para el resto del mundo. El juego cuenta la historia del Caballero, un miembro recién reclutado de los Guardianes del Reino de Kanterbury. Tras completar su primer entrenamiento como Guardián, el Caballero Guardián se enfrenta a una horda de enemigos llamados "Los Invasores" que quieren gobernar el mundo. Guardian Tales tuvo una acogida bastante positiva por parte de críticos y jugadores, siendo elogiado por su creatividad y evocaciones de los RPG clásicos .

## Historia
Caballero (el jugador puede nombrar su personaje y elegir su género) es un soldado que acaba de unirse a los Guardianes del Reino de Kanterbury. Cuando acababa de terminar de entrenar con otros miembros se les informó que estaban siendo atacados. Liderados por la Capitana Eva, el Caballero y sus compañeros se apresuraron a ir a la puerta principal del castillo a apoyar en la defensa contra el ataque de los invasores. Pero mientras se defienden, una bola de fuego gigante cae sobre ellos, lo que hace que el Caballero sea arrojado, pero es rescatado por un alguien extraño. Con la puerta principal del palacio rota, una horda de malvados Invasores vino y atacó la capital del Reino. Caballero logra luchar contra el ataque invasor rescatando a sus amigos Bob y Linda, después de lo cual se reúne con la capitana Eva. Ambos se apresuran a ir al palacio del reino, pero son detenidos por el Minotauro gigante. Caballero y Eva logran derrotarlo y regresan al palacio para encontrarse con la Pequeña Princesa y Cammie, hermana de la Pequeña Princesa y reina de Kanterbury. Junto a Cammie terminaron de evacuar a la gente a un lugar seguro usando su poder. Luego, el equipo trata de irse, pero fueron atacados por el Mago Oscuro quien lideró la ofensiva invasora en Kanterbury. Sobreviven porque la Pequeña Princesa usa su poder para "ralentizar" al Mago Oscuro, lo que le da tiempo a Cammie para usar su magia voladora. En el ataque, Caballero, Eva, Bob, Linda, la Pequeña Princesa y Cammie sobrevivieron. Pero Cammie y la Capitana Eva desaparecieron mientras eran atacados por el Mago Oscuro que los perseguía mientras huían en el aire. Caballero y la Pequeña Princesa se cayeron de las afueras de Kanterbury cerca del bosque. Después de quedar inconsciente, Caballero encuentra a la Pequeña Princesa perseguida por un grupo de Goblins que quieren secuestrarla. La aventura comienza en su búsqueda por escapar mientras encuentran una manera de liberar a Kanterbury de los invasores.
A finales de mayo de 2021 se introdujo la segunda temporada del juego donde Caballero vivirá nuevas aventuras en el "Mundo Demoniaco".

## Jugabilidad
Los jugadores controlan a Caballero (u otro personaje, luego de obtenerlos) en una vista de arriba hacia abajo. El juego muestra una especie de controles de joystick en los bordes izquierdo y derecho de la parte inferior de la pantalla. Los jugadores tienen que luchar contra algunos enemigos si quieren pasar a la siguiente ronda del juego, usando todas las tácticas y corriendo para atraer al enemigo al área deseada, pero el jugador estará encerrado en un área si la batalla no ha terminado. Los jugadores también podrán desbloquear nuevos héroes a lo largo del juego, así como adquirir nuevas armas mientras están en algo abriendo una caja o encontrando una ubicación oculta. El jugador inicialmente acampa en un bosque junto a la Pequeña Princesa, pero después de completar el capítulo 1, el jugador llega a Heavenhold, un ciudad voladora operada por la mesonera Loraine en su residencia. Los jugadores también pueden invocar héroes usando gemas para cada intento, también pueden unirse a un gremio con otros jugadores, lo que abrirá, entre otras cosas, un modo de asalto contra 4 jefes.
Tras desbloquear Heavenhold, los jugadores irán desbloqueando otros modos de juego como Coliseo y Arena. Los dos desafíos enfrentarán a los jugadores contra otros en  batalla. En el modo Coliseo, los jugadores colocarán a 4 héroes para luchar contra oponentes también con 4 personajes, la batalla se lleva a cabo automáticamente pero los jugadores pueden reorganizar su posición antes de la pelea. Mientras estén en Arena, los jugadores controlarán a un solo un personaje de tres elegibles para la ronda y competirán contra otros jugadores en tiempo real con condiciones similares, si el personaje pierde, será reemplazado por el segundo y el tercer personaje hasta que el último pierda. En el modo Kama-Zone, los jugadores se enfrentan a la inteligencia artificial (IA) en un modo de combate parecido al Coliseo, pero, en este caso, recorrerán una ruta a escoger de 5 casillas hasta llegar a la sexta casilla, que es el nivel de jefe, acción que se repite durante 8 pisos; Este modo cuenta con 6 niveles de dificultad distintos. También existen dos "torres" donde el jugador tendrá que resolver puzzles o combatir contra la IA, en distintas condiciones y circunstancias, para avanzar dentro de las mismas. Además, existe el "ascensor orbital" donde el jugador tendrá distintos combates contra la IA con la posibilidad de cambiar la formación de sus 4 personajes, de manera similar a kamazone y coliseo en un trayecto de más de 600 niveles distintos, los cuales pueden, actualmente, ser realizados de manera automática hasta ser derrotados. Adicionalmente existen las "grietas", donde se pueden acumular distintos tipos de objetos (piedras evolutivas, oro, martillos para la mejora de objetos y experiencia para aumentar el nivel de los héroes) y las "grieta espejo", donde se cultivan los "fragmentos de espejo", tokens que pueden ser acumulados y cambiados por objetos especiales de este modo; la grieta espejo está dividida en distintos elementos (Básico, Oscuro, Luz, Agua, Tierra y Fuego), que corresponden a los elementos a los cuales pertenecen cada tipo de arma y personajes. 
El modo cooperativo se agregó durante el Año Nuevo Lunar de 2021, con niveles de mazmorras para hasta 4 jugadores. Actualmente se encuentra en desarrollo el modo "Arena Maestra", donde se tiene previsto que los mejores jugadores del modo normal de Arena se enfrenten entre sí, añadiendo la posibilidad de bloquear el uso de hasta 2 personajes (para ambos jugadores), en la preparación de los combates, mecánica añadida especialmente para este modo que se encuentra en fase de prueba.
Los personajes pueden ser invocados mediante gemas o "controladores de invocación", elementos que pueden ser adquiridos mediante compras en el juego o de forma gratuita obteniendo recompensas. Actualmente el nivel máximo de los personajes y armas es el 84, con la posibilidad de "romper el límite" hasta el nivel 89, utilizando "cristales de héroe", los cuales pueden ser obtenidos cambiando las piedras evolutivas o obteniendo personajes repetidos en las invocaciones. Para octubre de 2021 se podían invocar hasta 88 personajes, de 3 "calidades" distintas: 1 estrella, 2 estrellas y 3 estrellas, los cuales pueden mejorar hasta 5 estrellas utilizando las piedras evolutivas, y donde, sin embargo, se nota mucho la diferencia en eficiencia, principalmente entre los personajes 2 y 3 estrellas, en comparación con los de 1 estrella, los cuales son, básicamente, de carácter estético y coleccionable.

## Recepción
Durante su lanzamiento, el juego obtuvo una calificación entre 4,7 y 4,8 en la Play Store de Google y entre 4,8 y 4,9 en la App Store de Apple, las cuales mantiene. También significó un factor importante para el aumento de los ingresos de Kakao Games, al ser la pandemia de COVID-19 una ventana para las aplicaciones y juegos en línea. Guardian Tales tenía más de 3 millones de jugadores en todo el mundo para noviembre de 2020, más de 5 millones de jugadores en octubre del 2021, y más de 10 millones de jugadores en abril del 2024.
En la popular página de críticas Metacritic Guardian Tales tiene una reseña de 90/100 por parte de Pocket Gamer y una reseña de 80/100 de Multiplayer.it. Por parte del usuario, el juego tiene 6 reseñas que lo posicionan en un puntaje de 7.8 por parte de los usuarios.